# レオポルド・デ・グレゴリオ

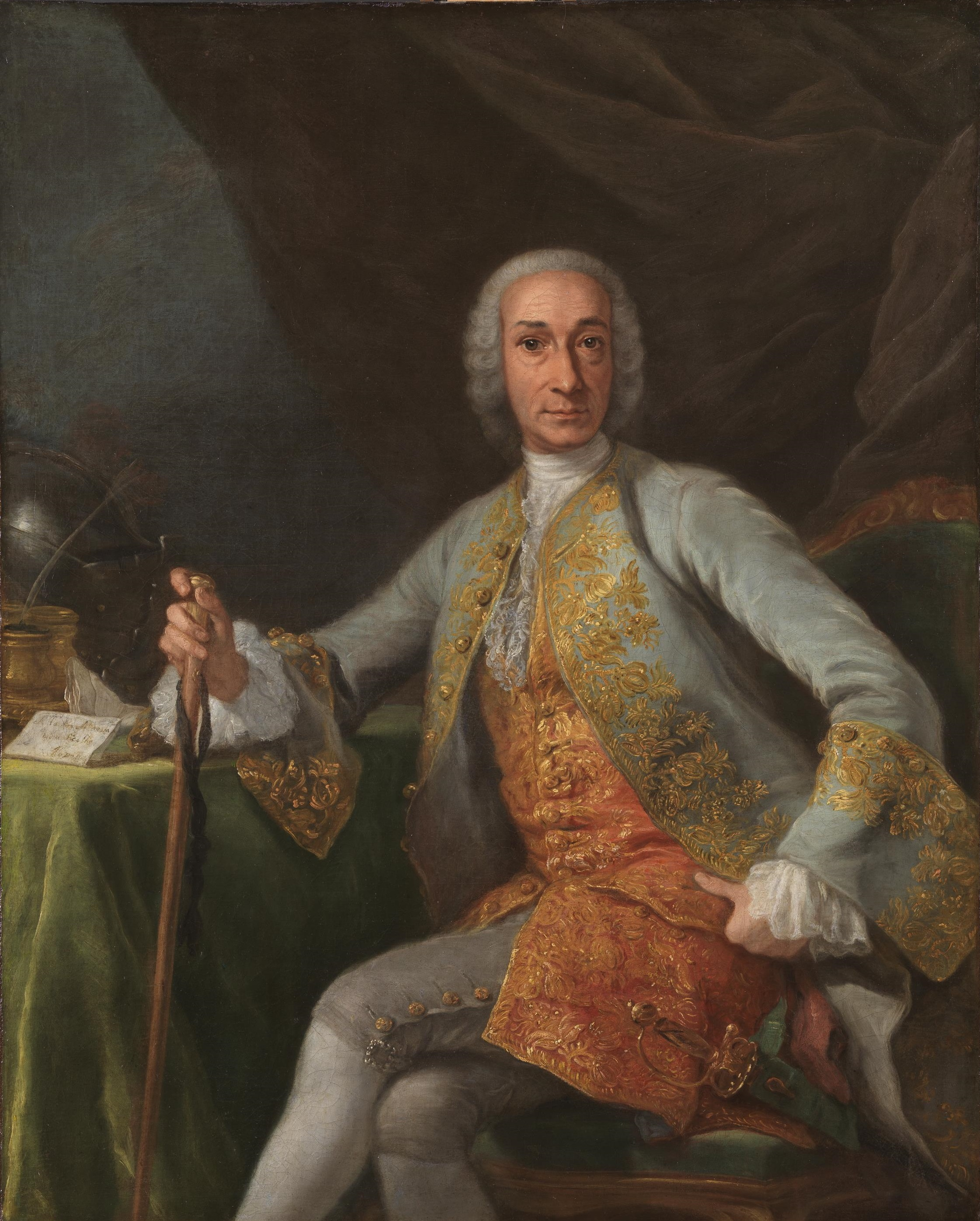
ジュゼッペ・ボニート画: レオポルド・デ・グレゴリオ,エスキラーチェ侯爵の肖像、マドリード, プラド美術館.

エスキラーチェ侯爵レオポルド・デ・グレゴリオ（Leopoldo de Gregorio）は、シチリア島のメッシーナで1699年12月23日に生まれ、ヴェネツィアで1785年9月15日に歿したイタリア人政治家。スペインのカルロス3世の宰相。イタリア語ではMarchese di Squillace（スクイッラーチェ侯爵）、スペイン語ではMarqués de Esquilache（エスキラーチェ侯爵）として知られる。

## 生涯
シチリア島のメッシーナで生まれ、カルロス3世の到来から1785年に死去するまでスペインの啓蒙主義時代を率いた代表的政治家の一人である。ナポリ王国における軍隊の供給者としての能力が国王に深い印象を与え、王宮での出世の道を開いた。 彼は1755年にスクイッラーチェ侯爵となった。
カルロス3世はシチリアにおいて、彼の精神的指導により改革を開始した。1748年、カルロスはエスキラーチェをメッシーナの風俗監督官に任命した。後に王室庫管理官となった。ベルナルド・タヌッチはカルロスの息子であるシチリア国王フェルディナンド1世への指南役としてシチリア王国に残ったけれども、二つの王座は条約の継続により統合されることはできなかった。カルロスは近代化のためにスペインの官僚制に潜在力を見たイタリア人改革者の幹部たちをスペインに連れて行った。1759年、カルロスとともにスペインに渡った。デ・グレゴリオは彼らの一人であり、カルロスの改革の最初の段階の設計者だった。1763年には軍事補佐官となった。彼は国王の絶大な信頼を勝ち得、国王の右腕として、エンセナーダ侯爵とともにスペインの近代化に着手した。
彼の平均的スペイン人の服装の近代化の試みは、1766年3月23日から26日に発生したエスキラーチェ暴動を誘発し、解任されることとなった。エスキラーチェは4月5日、カルタヘナからナポリに去った。カルロスとエスキラーチェの両者とも嘆く異動となった。当初はナポリで、次いでシチリアからエスキラーチェは無実と名誉回復を訴え続け、功績を主張し続けた。エスキラーチェはスペインで彼の政策は塑像の建立に値するものと感じていて、彼は町の道路を舗装してきれいにし、街灯を整備し、大通りを作ったと主張した。1772年、カルロスはエスキラーチェをヴェネツィア共和国大使へ任命した。彼は1785年大使のままヴェネツィアで歿した。